# Годегард из Хильдесхайма
Годегард из Хильдесхайма (Святой Годегард, Готард; нем. Godehard von Hildesheim; 960—1038) — епископ Хильдесхайма (с 1022 года), канонизированный христианский святой; почитается католической церковью.

## Биография
Годегард родился в 960 году в городке Нидеральтайх епархии Пассау. Он получил образование на родине с акцентом на гуманитарные науки, а также с уклоном на теологию; его наставником был учёный муж по имени Уодальгис. После этого он служил при дворе архиепископов Зальцбурга, исполняя обязанности администратора.
В 990 году Годегард принял монашество, а 993 году был рукоположен в священники. В 1022 году взошёл на кафедру Хильдесхайма, став преемником скончавшегося епископа Бернварда. В этой должности он много содействовал распространению просвещения среди народа и духовенства. В Хильдесхайме им была основана школа, готовившая учителей для других учебных заведений, и построен великолепный собор.
Годегард умер 4 мая 1038 года в Хильдесхайме.
Его жизнь была подробно описана его учеником Волфгером.